# Historiografía de la Guerra de los Ochenta Años
La historiografía de la Guerra de los Ochenta Años examina cómo se ha estudiado e interpretado este acontecimiento a lo largo de los siglos. Algunos de los principales temas de controversia entre los estudiosos incluyen el nombre del conflicto (sobre todo "Guerra de los Ochenta Años" frente a "Revuelta de los Países Bajos"); la periodización de la guerra (cuándo comenzó, los acontecimientos a señalar, y si la duración efectiva de la guerra justifica que se contabilicen "ochenta años" o no); sus orígenes o causas (la Reforma protestante, la violación de los derechos y privilegios de la nobleza y la autonomía y la amenaza de pérdida de privilegios de las ciudades); la naturaleza del conflicto (una guerra religiosa, una guerra civil o una guerra de independencia); el significado de sus documentos históricos como el Acta de Abjuración, y el papel de sus protagonistas principales como Felipe II de España, Guillermo de Orange, Margarita de Parma, el duque de Alba,  Alejandro Farnesio, Mauricio de Orange y Johan van Oldenbarnevelt. Se ha teorizado que la propaganda de la Reforma protestante dio lugar a la creación de la Leyenda Negra Española. También es motivo de controversia la importancia de este conflicto en el nacimiento de la república de las Provincias Unidas de los Países Bajos, predecesora del actual Reino de los Países Bajos y el papel de los estatúders de la Casa de Orange en ella así como el desarrollo de las identidades nacionales holandesa y belga como resultado de la división de los Países Bajos del Norte y del Sur.

## Visión general

### SiglosXVIIyXVIII
Los cronistas protestantes holandeses del siglo XVII, como Hooft, Bor, Van Meeteren, Grotius, Aitzema y Baudartius, monopolizaron el relato del conflicto basados en fuentes primarias e informes de primera mano. Historiadores decimonónicos como Fruin o Nuyens consideraban que, con anterioridad a 1798, el punto de vista católico sobre el tema erá más difícil de obtener, bien por tratarse de obras escritas en latín como los de Floris Van der Haer y Michael ab Isselt, o bien eran de autores extranjeros (Famiano Strada o Guido Bentivoglio) pero no había un relato accesible y manifiesto realizado por los propios católicos holandeses.

#### De Bello Belgicode Famiano Strada
La obra latina De Bello Belgico decadas duae (1632-1647) del historiador jesuita italiano Famiano Strada (1572-1649) se popularizó en toda Europa y se tradujo a muchos idiomas. Se considera que las autoridades españolas impidieron la publicación de la parte final de la obra. Strada utilizó ampliamente los archivos de la familia Farnesio (ahora destruidos), y fue muy crítico con la actuación del duque de Alba en su confrontación contra los rebeldes de los Países Bajos. Este y otros autores italianos como Guido Bentivoglio que abordaron críticamente el conflicto fueron citados por historiadores e intelectuales neerlandeses en apoyo de sus argumentos contra España.

#### Annales et Historiae de rebus Belgicisde Hugo Grotius
Entre 1601 y 1612, Hugo Grotius escribió en latín los Annales et Historiae de rebus Belgicis que comprendía el período 1559-1588. Grotius escribió imitando el estilo de Tácito y excluyó detalles truculentos como saqueos y batallas. El libro, encargado por los Países Bajos, no se publicó en holandés hasta 1681 para caer en el olvido hasta 2014 cuando Jan Waszink publicó una traducción moderna. No está claro por qué las Provincias Unidas de Holanda aparentemente bloquearon la publicación en latín en 1612, pero Waszink concluyó que probablemente encontraron a Grotius demasiado crítico. En lugar de presentar el conflicto como "una lucha unida por la fe y las libertades ancestrales", Grotius escribió que era "una lucha difícil con la poderosa España" por un lado, y con "divisiones, intereses políticos y fanatismo religioso del lado holandés" en el otro. Mientras tanto, la Iglesia Católica, aunque inicialmente aprobó la edición en latín publicada en 1657, la incluyó definitivamente en el Index Librorum Prohibitorum en 1659 por considerar que tenía elementos anticatólicos.

#### Nederlandsche Historiende Pieter Corneliszoon Hooft

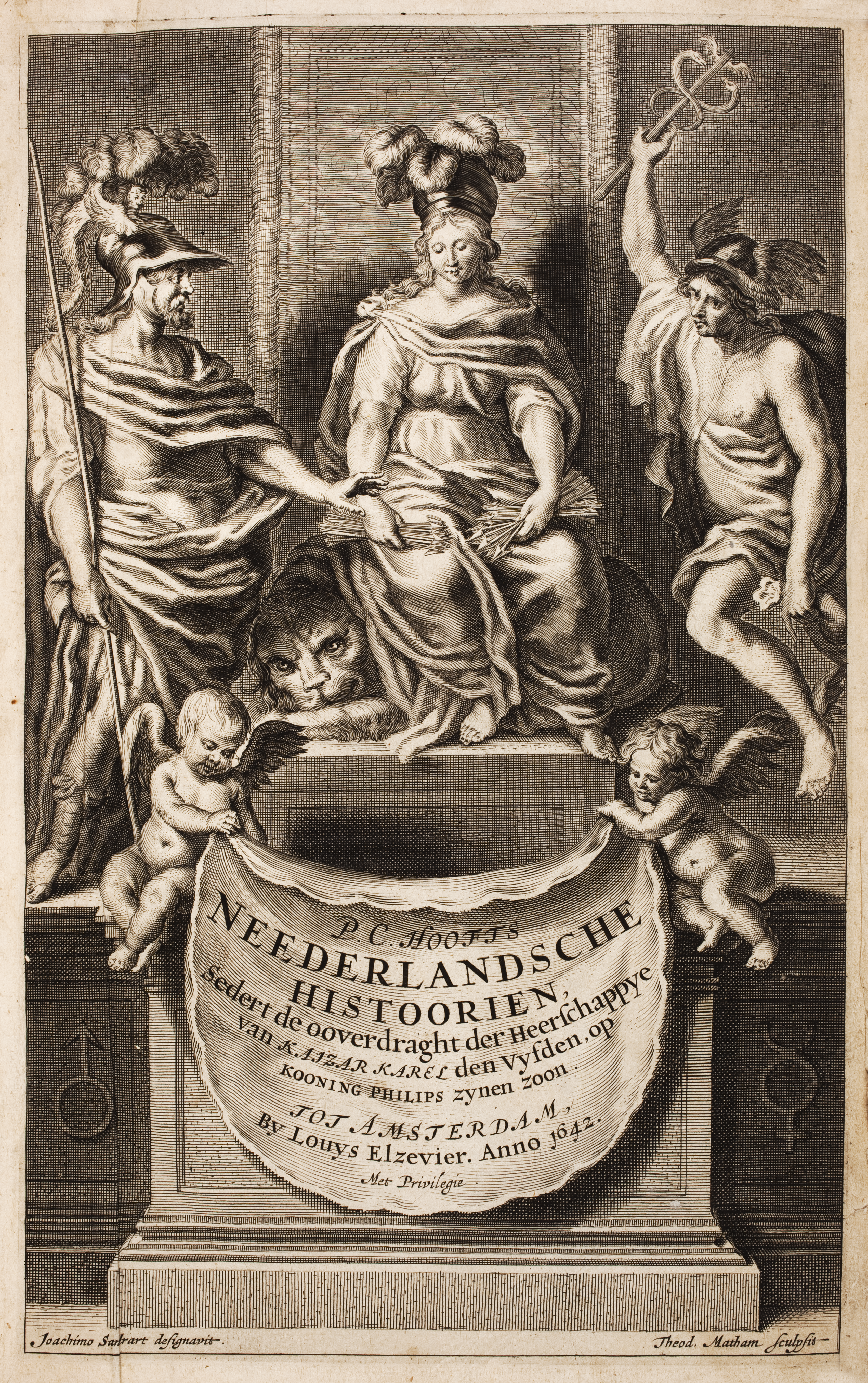
Frontispicio del Nederlandsche Historien Volumen I (1642)

Uno de los destacados autores holandeses fue Pieter Corneliszoon Hooft con su Nederlandsche Historien (1642-1647), que abarcaba el periodo 1555-1587. Hooft fue un humanista renacentista que no tomaba partido en cuestiones religiosas, ni era miembro de ninguna iglesia; admirador de Tácito (cuyo estilo adoptó, al igual que Grotius antes que él), mostró una perspectiva republicana estatalista para justificar la rebelión contra España basada en la soberanía de los estados, considerando al Príncipe de  Orange un elemento subordinado de dicha soberanía. En 1609, Hooft, de 28 años, escribió varios poemas para conmemorar la Tregua de los Doce Años, en los que comparaba la revuelta holandesa contra España con el derrocamiento de la monarquía romana y al Príncipe de Orange con Moisés como liberador de la esclavitud de los israelitas. En 1642 escribe Nederlandsche Historien sobre la guerra. De nuevo Hooft intentó justificar la revuelta contra la monarquía hispánica como una lucha contra la tiranía, porque los borgoñones y sus sucesores Habsburgo habían violado supuestamente la soberanía inalienable de los estados. Por otro lado, trató de presentar a los adversarios españoles como Felipe II, el duque de Alba y Requesens de un modo más objetivo, mencionando sus aspectos positivos y negativos, aunque enfatizando más estos últimos. Hacia el final de su libro ensalza la figura de  Guillermo de Orange convertido en el personaje principal y mártir de la causa holandesa.

#### SigloXVIII
En el siglo XVIII el mayor interés se centró en la recopilación de fuentes primarias de la época sobre el conflicto, destaca especialmente la recopilación documental del erudito Jan Wagenaar a mediados del siglo XVIII.

### SigloXIX

#### Principios delsigloXIX

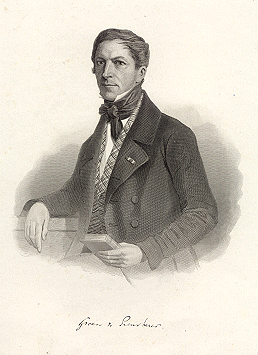
Guillaume Groen van Prinsterer.

Según Guillaume Groen van Prinsterer en su Manual de la Historia de la Patria (1846) la Revuelta trataba de cómo el pueblo holandés, gracias a la ayuda de Dios y guiados por la Casa de Orange-Nassau había logrado su libertad. El historiador H. Smitskamp (1940) juzgó que Groen ponía mucho énfasis en la providencia divina como guía de los acontecimientos históricos.
A mediados del siglo XIX, los eruditos belgas Louis-Prosper Gachard y Joseph Kervyn de Lettenhove también llevaron a cabo una exhaustiva investigación de fuentes sobre la Guerra de los Ochenta Años, especialmente en los archivos de Bruselas y España.

#### The rise of the Dutch Republic (El ascenso de la República Holandesa)de Motley/Bakhuizen
Reinier Cornelis Bakhuizen van den Brink hizo importantes contribuciones a los estudios sobre la Guerra de los Ochenta Años a partir de 1844, y como archivero de 1854 a 1865. En 1857, tradujo The Rise of the Dutch Republic (1856) del historiador puritano estadounidense John Lothrop Motley. Bakhuizen valoró positivamente el libro, idéntica opinión compartía el historiador Robert Fruin aunque matizando que el libro requería algunas "adiciones y correcciones". El historiador Van Vloten valoraba el intento de Motley de suscitar interés por la historia de los Países Bajos entre el público de habla inglesa, pero su desconocimiento del holandés le impedía revisar las últimas ideas de los historiadores de este país y le hacía proclive a la parcialidad a favor de los protestantes y en contra de los católicos. En 1862, Fruin revisó nuevamente de un modo más crítico y negativo la obra de Motley. Por último, en su Nederlandsche Beroerten (1867), el historiador católico Wilhelmus Nuyens acusó a Motley de escribir una novela más que un libro de historia.

#### Fruin y Nuyens
Robert Fruin (1823–1899) fue considerado por Albert van der Zeijden (2012) como el primer historiador holandés que se esforzó por aplicar el método histórico-crítico a la historia de Holanda. Sin embargo, Fruin no siempre siguió principios estrictamente académicos, sino que también consideró que la historia debía abordarse en términos nacionalistas. Para la historia de los Países Bajos, esto significaba, por un lado, que había que conciliar las tradiciones republicanas y "antiorangistas" y las promonárquicas o "proorangistas" y, por otro lado, que el liberalismo debía funcionar como un árbitro "imparcial" entre los puntos de vista protestantes y católicos. Sus primeras obras mostraban una tendencia antiorangista, mientras que las posteriores tenían un trasfondo más proorangista.
El enfoque de Fruin suponía una clara ruptura con otros colegas, como Guillaume Groen van Prinsterer, que promovía un nacionalismo calvinista-orangista. Esperaba que surgiera un historiador católico que rompiera la unilateralidad de la historiografía neerlandesa sobre el  conflicto dominada por los protestantes durante siglos. Esta respuesta vino de la mano de  Willem Jan Frans Nuyens (1823–1894) que en su obra Geschiedenis der Nederlandsche Beroerten in de XVIe eeuw (Historia de las revueltas holandesas en el siglo XVI) reivindicó el papel de los católicos holandeses en la revuelta y su contribución a la emancipación.

### SigloXX

#### Historiadores católicos críticos
A principios del siglo XX, los historiadores católicos valoraron cada vez más el método histórico-crítico. Criticaron a Nuyens por no respaldar con datos muchas de sus afirmaciones y señalaron el método de Fruin como el ejemplo a seguir. A mediados del siglo XX, el historiador católico más influyente fue L. J. Rogier que realizó una autocrítica de la historiografía católica del XIX.

#### Perspectivas geográficas y lingüísticas

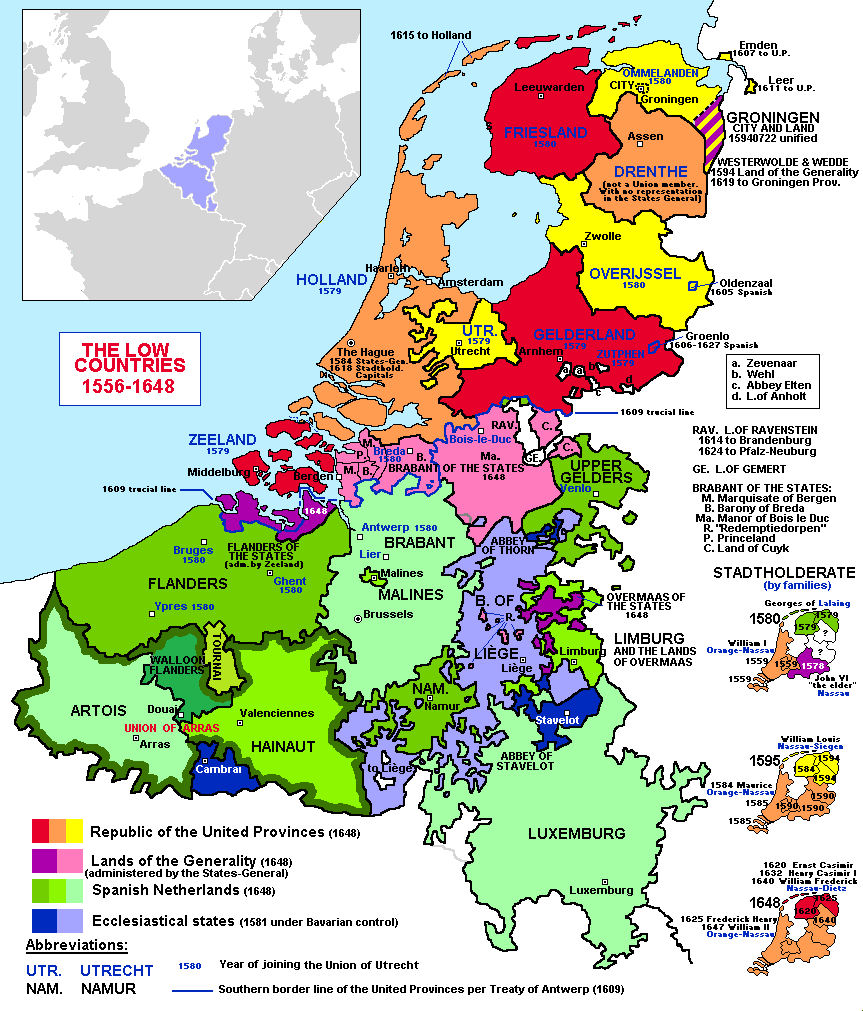
Mapa que indica los sucesivos procesos de formación del estado de los Países Bajos durante la Guerra de los Ochenta Años

A principios del siglo XX, Pieter Geyl aportó una nueva perspectiva sobre la revuelta al argumentar que los historiadores belgas y holandeses, como Henri Pirenne, se habían dejado llevar por el sesgo retrospectivo: asumieron que las eventuales fronteras modernas entre Bélgica y los Países Bajos fueron el resultado del curso lógico de la historia, mientras que para Geyl tenía más sentido que las fronteras hubieran coincidido con la delimitación lingüística franco-holandesa. Consideraba que los ríos más importantes eran una crucial barrera geográfica que permitió que la Revuelta sobreviviese en Holanda y Zelanda, que Luxemburgo (en el Camino Español) era la base militar de las fuerzas españolas y que la frontera eventual entre estos bastiones del norte y del sur se situaba en algún punto intermedio en una línea arbitraria. A diferencia de su colega y acérrimo nacionalista Carel Gerretson, Geyl no creía en la reunificación de la Flandes moderna y los Países Bajos, y se opuso a una partición hipotética de Bélgica para lograr este objetivo, aunque si estuvo a favor de la federalización de Bélgica.
A fines del siglo XX, los historiadores británicos Geoffrey Parker y Jonathan Israel demostraron que muchos de los acontecimientos durante la revuelta holandesa eran imposibles de entender si no era desde una perspectiva internacional y sin tener en cuenta el punto de vista de la monarquía española.
C. Holland (2001) consideraba la revuelta holandesa como el germen de las principales revoluciones democráticas habidas en Inglaterra, Estados Unidos y Francia.

## Denominación y periodización
En la historiografía tradicional, el conflicto se denominó Guerra de los Ochenta Años y comprendía desde la Batalla de Heiligerlee (23 de mayo de 1568) hasta la Paz de Münster (15 de mayo de 1648), por lo que abarcaría aproximadamente ochenta años. En el siglo XX, los historiadores consideraron esta datación "completamente arbitraria". Para historiadores como Groenveld (2020), la discrepancia entre los propios contemporáneos acerca de cuándo empezó la confrontación evidenciaría que en ningún momento se había declarado formalmente la "guerra": "El término "Ochenta años" no poseía precisión matemática, sino que era una designación aproximada. Y "Guerra" tenía un significado más amplio que el de "conflicto armado a gran escala y oficialmente declarado". A efectos legales, el artículo 56 de la Tratado de Münster definió 1567 como el año en que comenzó la guerra.
Los Estados Generales de los Países Bajos, para conseguir un efecto dramático, decidieron promulgar la ratificación de la Paz de Westfalia en el 80.º aniversario de la ejecución de los Condes de Egmont y Horne, es decir, el 5 de junio de 1648. En pocas décadas esta denominación de "guerra de los ochenta años" se impuso finalmente en la historiografía hasta el siglo XX en el que se propusieron nombres diferentes como  "Revuelta de los Países Bajos" o simplemente "la Revuelta" y plantear una cronología más temprana como 1566 o 1567.

### Focalización en la primera parte del conflicto.
Los historiadores han tendido a centrarse en la primera parte del enfrentamiento, siendo el asesinato de Guillermo de Orange en 1584, el año 1588 (por diversos motivos), o la Tregua de los doce años como puntos de inflexión; después de lo cual, consideraron que ya no era importante narrar los eventos subsecuentes del conflicto con el mismo nivel de detalle, ya sea porque se considera que estos acontecimientos tuvieron una importancia bélica menor para el resultado final de la guerra en 1648, o bien, por ser mucho menos importante para la ulterior historia de los Países Bajos.
- Importancia del resultado militar: Para  Robert Fruin (1857) no fue hasta el período comprendido entre 1588-1598 en el que la independencia de los Países Bajos estuvo asegurada.[33] En otros escritos, por ejemplo, la enciclopedia Winkler Prins (2002) se consideraba que la cuestión ya estaba dilucidada en la Tregua de los doce años, aunque sin unas fronteras bien definidas.[1]
- Importancia para la historia holandesa  (no militar): Según el historiador Petrus Johannes Blok (1896) era imposible abreviar el relato de los acontecimientos iniciales del conflicto sin perjudicar una correcta comprensión del enfrentamiento y sus consecuencias.[35] Para Van der Lem (1995), todo el periodo posterior a 1588 es menos interesante de relatar porque la lucha ideológica ya estaba decidida. El curso de la contienda es estrictamente bélica.[34] Van der Lem (1995) finaliza su publicación en 1609,[34] y no fue hasta 2014 en una nueva edición de su libro en la que extiende la narración hasta el año 1648.[nota 4]

Por tanto, la historiografía convencional tiene una tendencia a pasar por alto el resto de la guerra y centrarse en el auge económico del denominado Siglo de Oro neerlandés. Sin embargo, los historiadores modernos se han mostrado en desacuerdo con este enfoque, ya que muchos territorios sufrieron durante mucho tiempo las penalidades de la guerra y sus terribles consecuencias, especialmente en Brabante, Flandes, las tierras equivalentes a las actuales provincias modernas de Limburgo belga y holandés y ciudades como Helmond, Eindhoven y Oisterwijk.

### Periodización
Hasta mediados del siglo XX, la historiografía tradicional señalaba el año 1568 como punto de partida del conflicto. En la década de los 60 del siglo XX hay una revisión cronológica e historiadores como Herman Van der Wee retrasan el inicio de las hostilidades entre 1566 y 1568.
| Strada 1632–47      | Hooft 1642–54       | Fruin c.1860                                         | Nuyens 1860s                              | Blok 1896                               | Geyl 1937                                                                   | Israel 1995                               | Van der Lem 1995                                              | Parker 2002                                                   | Winkler Prins 2002                                  | Mulder et al. 2008                                              | Tracy 2008                                                         | Groenveld 2009                                                                                | Groenveld et al. 2020                                                                                             |
| ------------------- | ------------------- | ---------------------------------------------------- | ----------------------------------------- | --------------------------------------- | --------------------------------------------------------------------------- | ----------------------------------------- | ------------------------------------------------------------- | ------------------------------------------------------------- | --------------------------------------------------- | --------------------------------------------------------------- | ------------------------------------------------------------------ | --------------------------------------------------------------------------------------------- | --- |
| 1555–1578 1578–1590 | 1555–1584 1584–1587 | (1555–1567) 1567–1576 1576–1588/9 1588/9–1598 1598–? | (1559–1567) 1567–1576 1576–1584 1584–1598 | 1567–1584 1584–1609 1609–1621 1621–1648 | (1555–1572) 1567–1572 1572–1576 1576–1580 1580–1609 (1609–1621) (1621–1648) | 1477–1588 1588–1647 1647–1701 (1702–1806) | (1467–1555) 1555–1567 1567–1573 1573–1576 1576–1584 1584–1609 | (1549–1565) 1565–1568 1569–1576 1576–1581 1581–1589 1589–1609 | 1566–1576 1576–1588 1588–1609 (1609–1621) 1621–1648 | 1559–1567 1567–1573 1573–1588 1588–1609 (1609–1621) (1621–1648) | 1549–1567 (1567–1572) 1572–1576 1576–1582 1583–1588 (c. 1590–1650) | 1560–1572 1572–1575/6 1575/6–1579 1579–1588 1588–1598 1598–1606 1606–1609 1609–1621 1621–1648 | (1559–1567) 1567–1575 1575–1581 1581–1588 1588–1609 1609–1619 1619–1625 1625–1633 1634–1639 1640–1648 (1648–1650) |

## Causas
Martin Berendse resume las posible causas del conflicto: una revuelta contra las autoridades legales, una guerra religiosa, una lucha por la independencia, una guerra europea o una lucha por el libre comercio.
La Guerra de los Ochenta Años es a menudo vista por los historiadores como una guerra religiosa, aunque podrían evidenciarse otras causas.

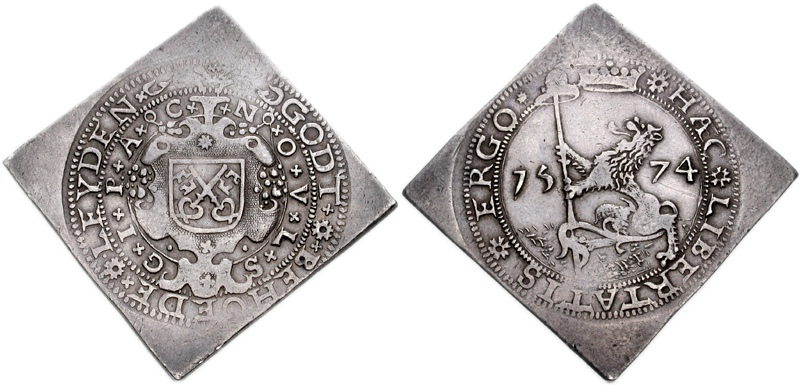
Moneda del asedio de Leiden.

Incluso en pleno conflicto ya había discusiones entre los rebeldes por el motivo de la lucha. Según Grotius (1612), el motivo principal de la Revuelta no fue la religión, sino las motivaciones políticas de las ciudades, la nobleza y las provincias, es decir, el mantenimiento de sus privilegios y el servicio a sus propios intereses, especialmente económicos y financieros. Se ha especulado que quienes encargaron dicho libro a Grotius (las Provincias Unidas), se negaron a publicarlo por su desacuerdo con su interpretación del conflicto.
Los historiadores del siglo XIX (y algunos de principios del siglo XX como Henri Pirenne) influidos por el nacionalismo, consideraban el conflicto como una confrontación entre dos " naciones " (los holandeses contra los españoles). Pero a fines del siglo XX esta visión se ha descartado. Debido a la naturaleza del conflicto, las facciones involucradas y las alianzas cambiantes, los historiadores modernos argumentan que la revuelta holandesa fue también una guerra civil. H.A. Enno van Gelder planteó la hipótesis de que la Revuelta tuvo un carácter políticamente progresista, abriendo el camino "directamente a la monarquía constitucional del siglo XIX", pero la mayoría de los historiadores han rechazado su argumentación. En cambio, Geyl, Rogier y otros afirmaron que la Revuelta estaba motivada por el conservadurismo: los estamentos privilegiados se resistían a la modernización del estado que intentaba establecer una monarquía absoluta. Historiadores posteriores como J. W. Smit y Geoffrey Parker son coincidentes con este último punto de vista.
L. J Rogier (1947) escribió que la importancia de los motivos religiosos varió a lo largo del conflicto: aunque la Guerra de los Ochenta Años no se hubiera iniciado por la religión, ésta se convertiría en la razón más importante de su prolongación debido a la "agitación calvinista". En las negociaciones de la Tregua de los Doce Años, la revuelta ya había derivado tanto hacia una guerra de religión que el archiduque Alberto y la archiduquesa Isabel estaban dispuestos a renunciar a su soberanía sobre las Provincias Unidas a cambio de su exigencia de una completa libertad de culto para los católicos en el Norte, anteponiendo así los intereses religiosos a los políticos. Van der Lem (1995) afirmó que la Guerra de los Ochenta Años pivotaba sobre tres derechos fundamentales aún vigentes hoy día: la libertad religiosa y de conciencia, el derecho a la autodeterminación y el derecho a la coparticipación (que los representantes tengan voz en la toma de decisiones).
Groenveld (2020) afirmó que el "extraordinario resultado" de la guerra no había sido previsto por nadie al principio. Inicialmente los objetivos propuestos habían sido mucho más modestos. Cada grupo discrepante con la monarquía española era demasiado débil para lograr algún objetivo por sí mismo: ni los  los esfuerzos por sustentar el protestantismo frente al catolicismo, ni la defensa de los privilegios de la nobleza frente a la centralización de los Habsburgo ni los intentos de erradicar  las tropas extranjeras. Este resultado se produjo únicamente cuando todos estos grupos insatisfechos unieron gradualmente sus fuerzas en su lucha contra los asesores del soberano, y eventualmente contra el mismo soberano. Citando a Hooft, Groenveld afirmó que el conflicto tenía elementos de guerra civil, rebelión contra la autoridad legal y guerra religiosa.

## Protagonistas

### Margarita de Parma

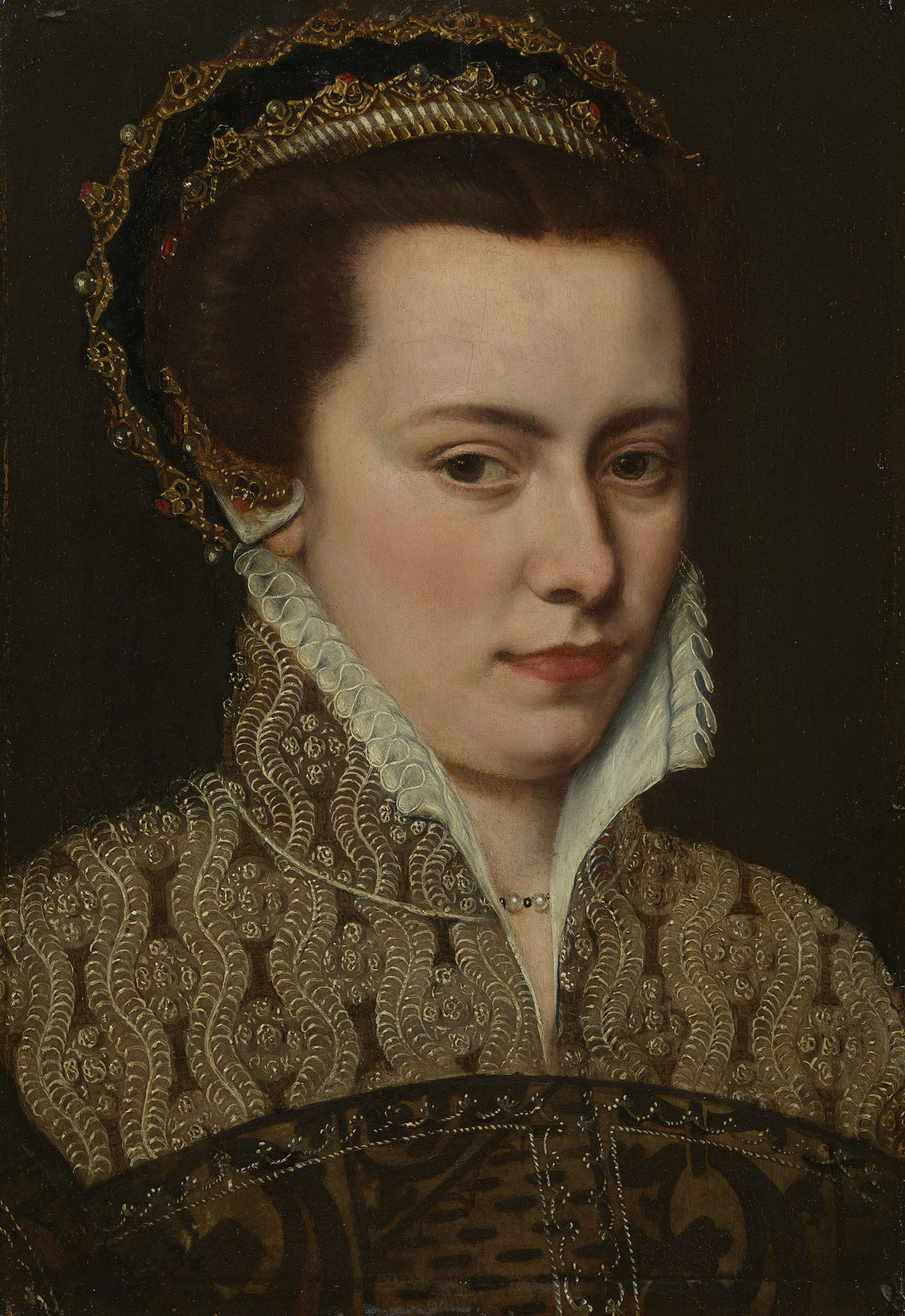
Margarita de Parma por anónimo (c. 1560)

Margarita de Parma, gobernadora de los Estados Generales de los Países Bajos (1559-1567), ha recibido una acogida académica desigual. Winkler Prins (2002) la consideró "poco independiente en general", ya que los hombres poderosos de su entorno político, en especial los del Consejo de Estado,  la obligaron en repetidas ocasiones a actuar de forma diferente a la que ella pretendía.  Los disturbios y protestas acaecidos en 1566 y la falta de medios le obligó a recurrir a la diplomacia para recuperar la lealtad de la nobleza y desligarla de la revuelta popular. Felipe II nombró al Duque de Alba como nuevo gobernador en 1567, cuestión que Margarita consideró  "una medida desafortunada e innecesaria".
Van der Lem (1995) afirmó que la condición de Margarita como hija ilegítima de Carlos V, y por lo tanto media hermana de Felipe II, corría el riesgo de socavar su autoridad. Rechazó la opinión de la historiografía tradicional de que, a través del Consejo de Estado, los consejeros Viglius, Berlaymont y sobre todo Granvela podían controlar fácilmente a Margarita. Al contrario de lo que han insinuado los historiadores nacionalistas, según Van der Lem, no eran necesariamente "proespañoles" ni "antinacionales". El único que realmente podía desautorizar a Margarita era el rey Felipe que rechazó la petición de Margarita de moderar las acciones represivas contra el protestantismo. Por lo demás, Van der Lem concordaba con Winkler Prins en que los sucesos de la Beeldenstorm devolvieron a Margarita la lealtad de la nobleza y por tanto, la capacidad de aplastar los disturbios por sí misma, pero Felipe decidió enviar al duque de Alba con un ejército antes de ser informado de que Margarita había logrado acabar con los desórdenes.

### Felipe II de España

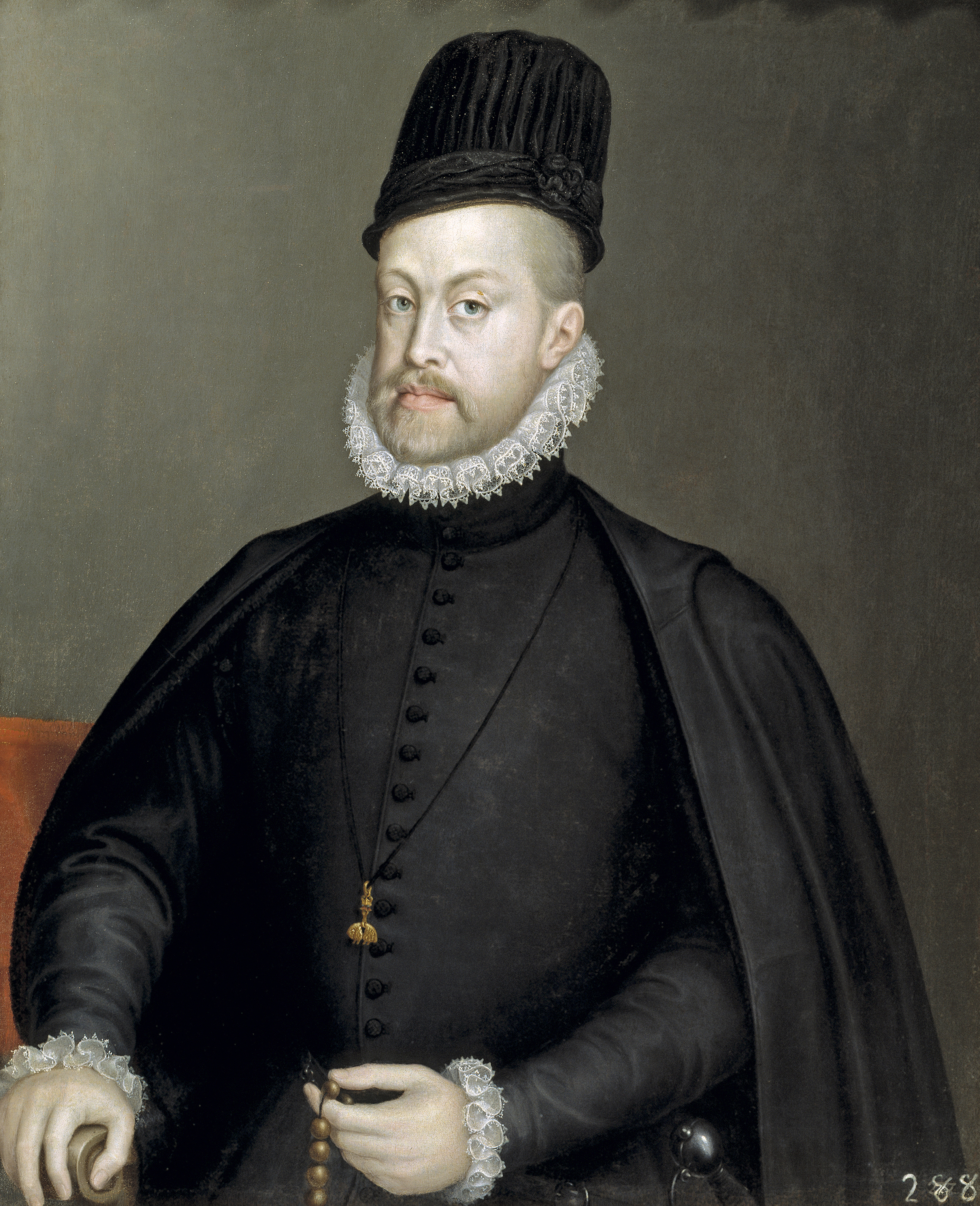
Felipe II de España retratado por Sofonisba Anguissola (1573)

Algunos historiadores sostienen que las reformas fiscales planeadas por Felipe II eran razonables para un gobernante del siglo XVI ante la inestabilidad de los ingresos, gastos elevados y repetidas quiebras financieras en la segunda mitad del siglo XVI. Asimismo consideraron injustificadas las críticas a la aplicación de dichas reformas por parte del duque de Alba.
Según Fruin (1857), el punto de inflexión del conflicto fue el periodo comprendido entre 1588 y 1598 en el cual los errores de Felipe II contribuyeron a la consolidación de la República Holandesa. El ataque malogrado contra Inglaterra de la Armada Invencible también llevó aparejado el éxito de la insumisión de los Países Bajos. También Kosterman (1999), culpa al monarca español por el nombramiento del inexperto e incompetente Medina-Sidonia como almirante de la Armada, mientras enviaba a Alejandro Farnesio, su mejor comandante militar, a invadir Francia anulando las posibilidades de someter a los rebeldes del norte de los Países Bajos, tarea que Farnesio había estado llevando a cabo con gran éxito antes de la frustrada invasión de Inglaterra.

### Duque de Alba
Fernando Álvarez de Toledo, tercer duque de Alba, llegó a los Países Bajos con el ejército de Flandes en agosto de 1567 para restaurar el orden y poco después sucedió a Margarita de Parma como gobernador general (1567-1573). Tuvo un trato muy duro con los rebeldes y fracasó en sus intentos de imponer la reforma fiscal pretendida por Felipe II.

### Guillermo de Orange

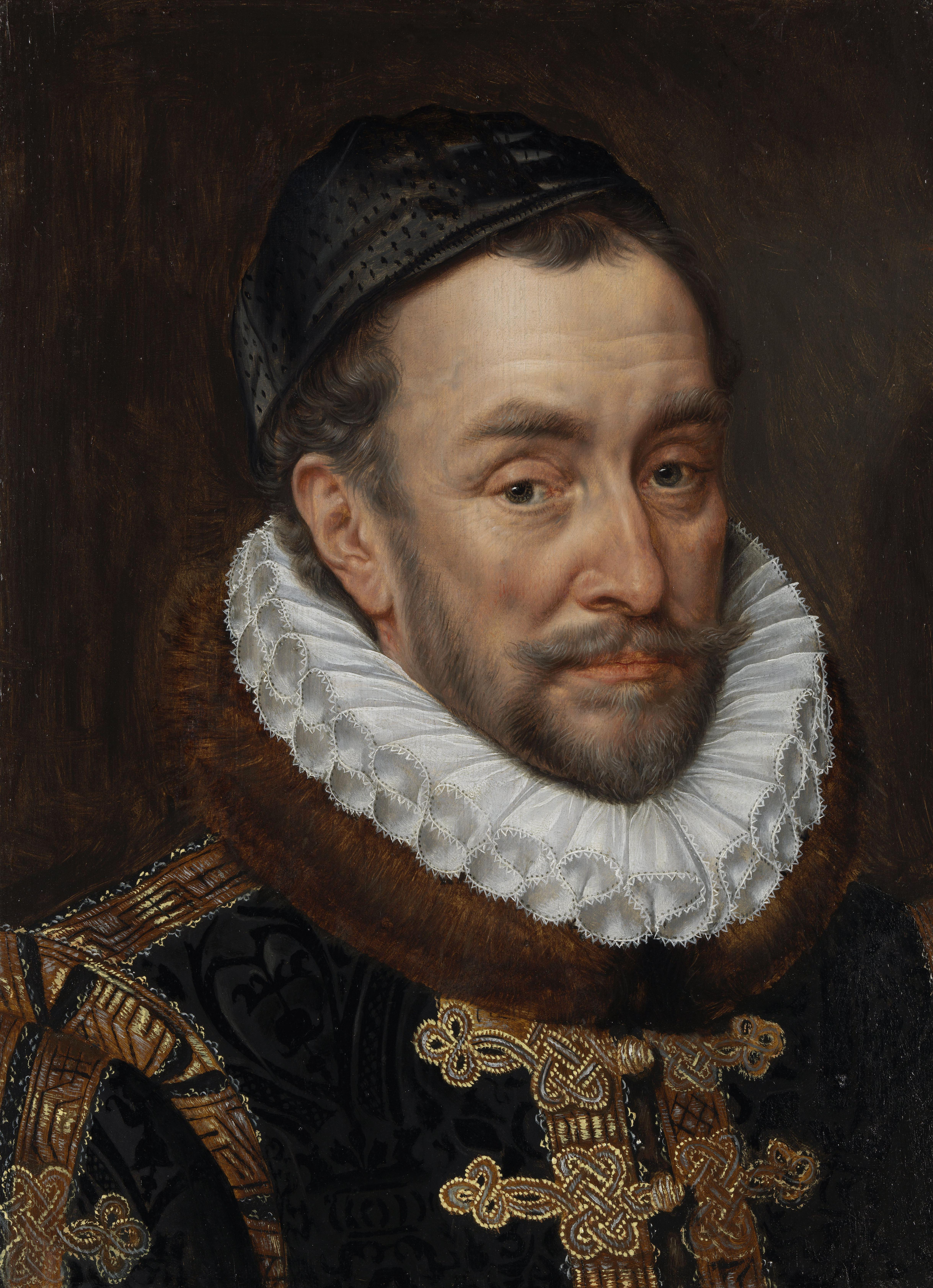
Retrato de Adriaen Thomasz. clave, c. 1570–84

Guillermo de Orange es probablemente la figura más controvertida de la Guerra de los Ochenta Años y los historiadores muestran disparidad de criterios en su valoración: considerándolo como "un hombre de Dios", un Padre de la Patria, un gran benefactor de su país o un pionero de los derechos humanos en la defensa de  libertad de culto y de conciencia. Por contra, hay quien estima su figura como un oportunista sin principios, un criminal de guerra, o incluso un hereje anticristiano que fue asesinado justamente por un católico piadoso y temeroso de Dios. Los historiadores de todas las tendencias se han esforzado por buscar una valoración imparcial basada en sus actuaciones y sus logros.
Para el historiador Frederiks (1999), en la década de 1570 Guillermo persiguió la unidad de actuación de las provincias rebeldes contra el rey Felipe II e involucrar en esta lucha a Francia intentando la aprobación de Francisco, duque de Anjou, como nuevo soberano en 1581 y así obtener el apoyo militar francés. Esta apuesta por Francia quedó anulada tras el fallido ataque francés a Amberes que supuso la expulsión de las tropas galas del territorio de los Países Bajos. Después de estos acontecimientos Guillermo de Orange fue una figura política aislada e irrelevante  e historiadores como Van der Lem (1995) consideró su asesinato en 1584 como un punto de inflexión, argumentando que sus ideales políticos y religiosos murieron con él. Van der Lem también señaló que el término "padre de la patria" carecía en el siglo XVI de su posterior significado nacionalista, y que la República Holandesa dominada por los protestantes sólo se circunscribía a los Países Bajos del norte (la zona que como tal obtendría la independencia en 1648). El resultado final no fue ciertamente la "patria" que Guillermo había imaginado, es decir, una monarquía neerlandesa de 17 provincias con una dinastía Valois e igualdad para católicos y protestantes.

### Juan VI de Nassau-Dillenburg

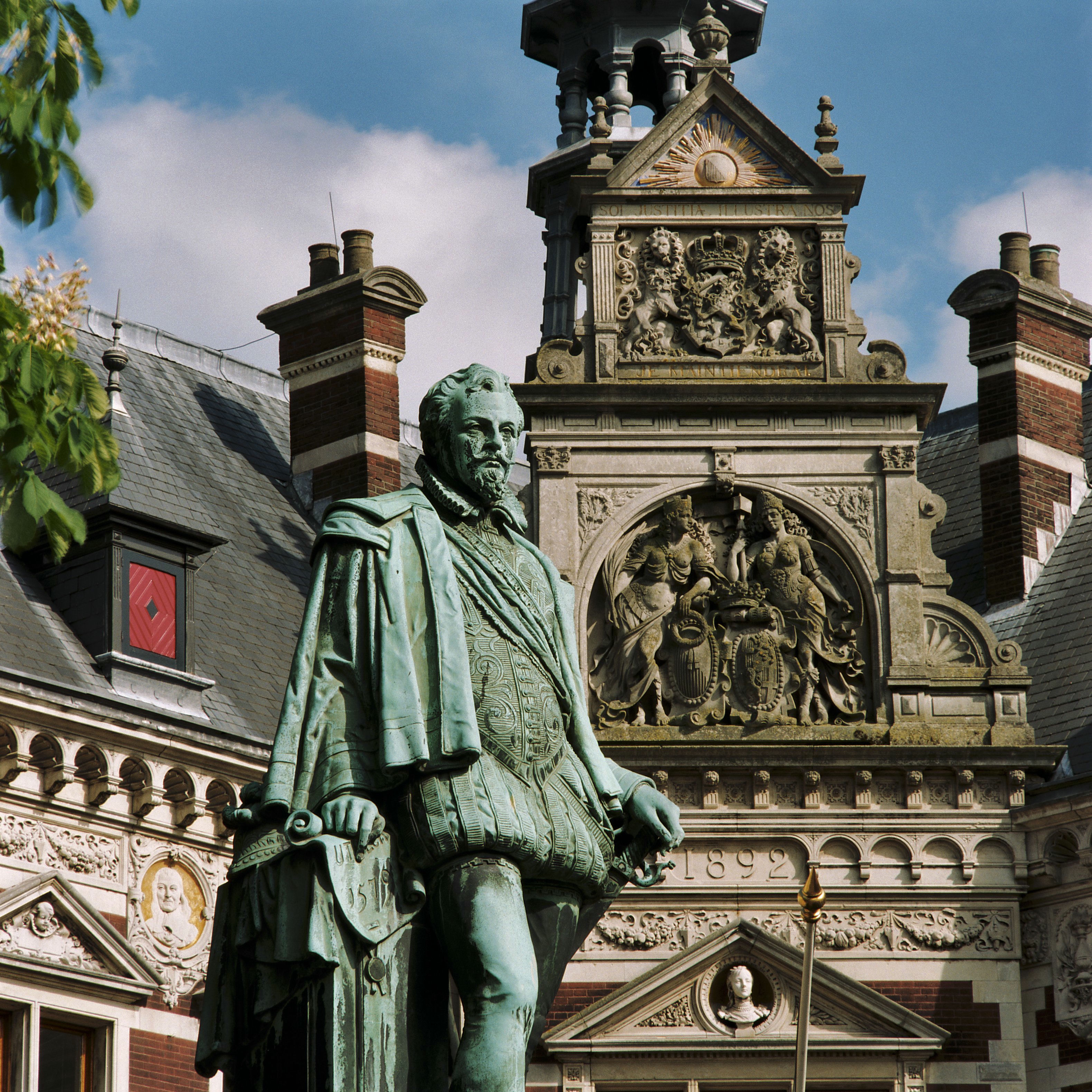
Estatua de Jan van Nassau (Utrecht 1883).

Juan VI de Nassau-Dillenburg, ha sido aclamado durante mucho tiempo por los historiadores nacionalistas como el impulsor y "gran héroe" de la Unión de Utrecht. aunque otros historiadores cuestionan este papel. Según Kosterman (1999), después de una manipulación principesca [por parte de su hermano Guillermo de Orange], fue nombrado estatúder de Güeldres el 22 de mayo de 1578. Los objetivos de Nassau diferían de los de su hermano Guillermo: buscó establecer una unión de provincias calvinistas en los Países Bajos en beneficio de sus correligionarios alemanes protestantes, pero su propia provincia de Güeldres, dominada por los católicos, se oponía a esta alianza. A pesar de organizar un golpe de Estado triunfante el 7 de septiembre de 1578 y nombrar e imponer a muchos de sus allegados en puestos clave, Nassau no pudo influir políticamente en Güeldres y regresó temporalmente a Alemania; fueron entonces los representantes de Holanda y Zelanda quienes completaron los preparativos para la Unión de Utrecht, que no logró obtener el consentimiento mayoritario en Güeldres.

### Alejandro Farnesio, duque de Parma
Muchos historiadores, entre ellos los holandeses, están de acuerdo en que Alejandro Farnesio, duque de Parma, fue un genio diplomático y militar sin parangón. Van der Lem (2019) coincidió con Fruin en que el período entre 1588 y 1598 fue militarmente decisivo, aunque tuvo que ver más con la ausencia de Farnesio y sus tropas retenidas en los conflictos con Francia que con la brillantez de los esfuerzos bélicos y económicos de la República.

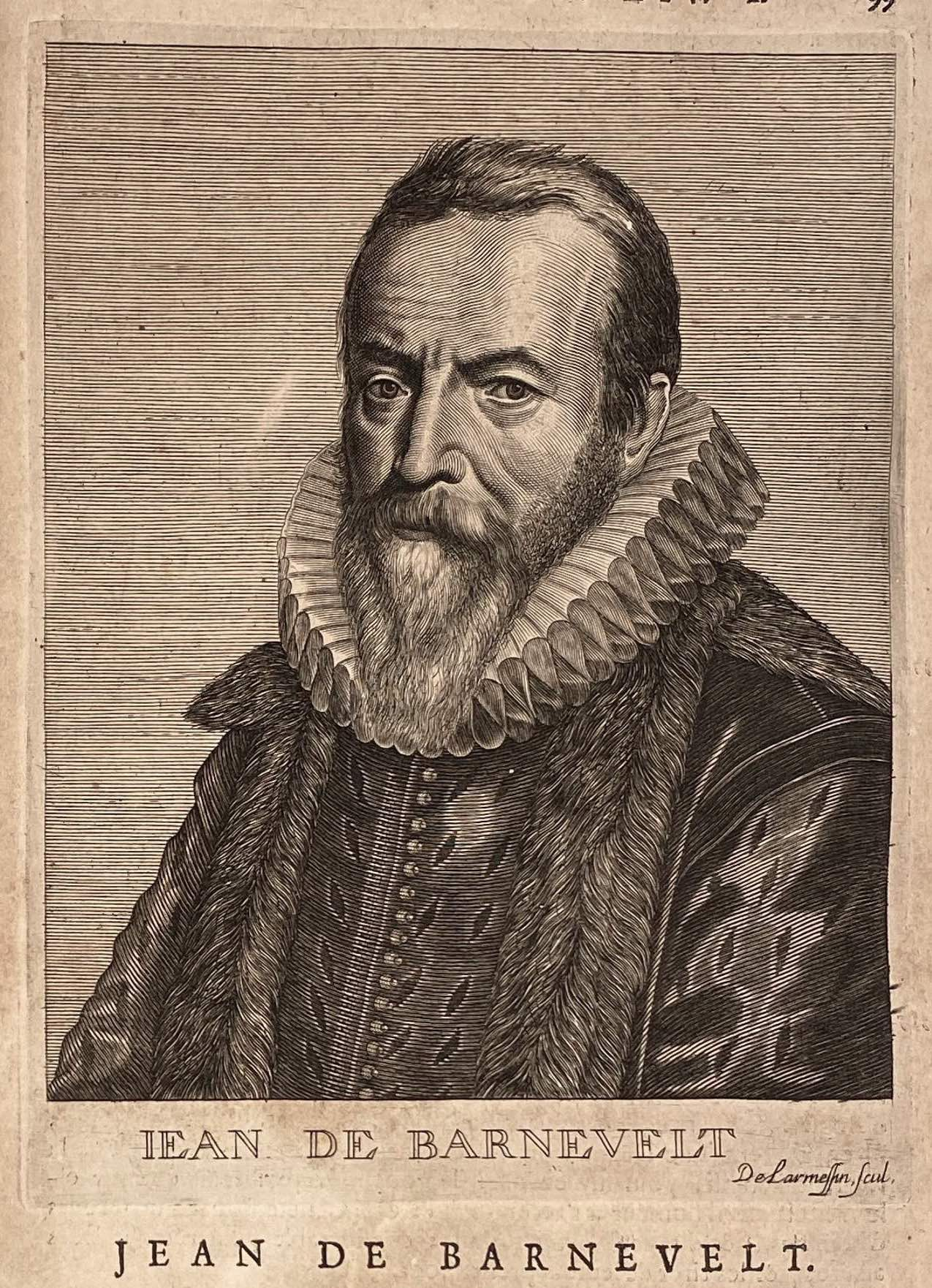
Johan van Oldenbarnevelt. Grabado por Nicolas de Larmessin. Isaac Bullart. Académie Des Sciences Et Des Arts. - Amsterdam: Elzevier, 1682.

### Mauricio de Orange y Johan van Oldenbarnevelt
La relación entre el estatúder Mauricio, príncipe de Orange (hasta 1618 conocido como Mauricio de Nassau) y el letrado y político neerlandés Johan van Oldenbarnevelt, que fue ejecutado el 13 de mayo de 1619 por instigación del primero, ha sido objeto de debate historiográfico. El interés de los estudiosos se centra no sólo en el carácter y las actos de ambos personajes, sino también en lo que (posteriormente) se dijo que representaban: las formas más tempranas del estatúder militarista orangista que acabaría convirtiéndose en la dinastía reinante de Holanda, frente al sector comerciante y protocapitalista representado por Oldenbarnevelt, que más tarde evolucionaría en la facción republicana de Loevestein y derivaría posteriormente en los patriotas democrático-republicanos ilustrados de la década de 1780. Aunque los escritores de la Edad Moderna marcaban ambos hombres como  el inicio de sendas tradiciones políticas, los historiadores modernos consideran que estas representaciones binarias son una simplificación excesiva de la realidad. Muchos han señalado que Oldenbarnevelt y Mauricio cooperaron bastante bien durante la década 1588-1598, de hecho dependían el uno del otro para lograr sus objetivos, y se complementaban mutuamente. Aun así, existe el consenso de que Mauricio realizó un golpe de Estado en agosto de 1618 y que el posterior juicio a Oldenbarnevelt, Grotius y Hogerbeets fue injusto y tuvo una motivación política.